# Broklorikit
Broklorikit (Psitteuteles versicolor) är en fågel i familjen östpapegojor inom ordningen papegojfåglar.

## Utbredning och systematik
Fågeln förekommer i norra Australien (från regionen Kimberley i norra Western Australia till Kap Yorkhalvön). Den behandlas som monotypisk, det vill säga att den inte delas in i några underarter.

### Släktskap
Broklorikiten delade tidigare släktet Psitteuteles med irislorikiten och grönstreckad lorikit. Genetiska studier visar dock att de inte är varandras närmaste släktingar. Dessa båda har därför lyfts ut till andra släkten, irislorikiten till Saudareos och goldielorikiten till det egna släktet Glossoptilus.

## Status
Arten har ett stort utbredningsområde och beståndet anses vara stabilt. Internationella naturvårdsunionen IUCN listar den därför som livskraftig (LC).